# XII Giochi asiatici
I XII Giochi asiatici si disputarono a Hiroshima, Giappone, dal 2 al 16 ottobre 1994.

## Nazioni partecipanti
- Afghanistan
- Brunei
- Bangladesh
- Bhutan
- Brunei
- Cambogia
- Cina
- Taipei cinese
- Hong Kong
- India
- Indonesia
- Iran
- Giappone
- Giordania
- Kazakistan
- Kuwait
- Kirghizistan
- Laos
- Libano
- Macao
- Malaysia
- Maldive
- Mongolia
- Birmania
- Nepal
- Oman
- Pakistan
- Palestina
- Filippine
- Qatar
- Arabia Saudita
- Singapore
- Corea del Sud
- Sri Lanka
- Siria
- Tagikistan
- Thailandia
- Turkmenistan
- Emirati Arabi Uniti
- Uzbekistan
- Vietnam
- Yemen

## Sport
- Sport acquatici
  -  Nuoto sincronizzato (2) (dettagli)
  -  Tuffi (4) (dettagli)
  -  Nuoto (31) (dettagli)
  -  Pallanuoto (1) (dettagli)
- Tiro con l'arco (4) (dettagli)
- Atletica leggera (43) (dettagli)
- Badminton (7) (dettagli)
- Baseball (1) (dettagli)
- Pallacanestro (2) (dettagli)
- Bowling (12) (dettagli)
- Pugilato (12) (dettagli)
- Canoa/kayak (13) (dettagli)
- Ciclismo (10) (dettagli)
  -  Ciclismo su strada (dettagli)
  -  Ciclismo su pista (dettagli)
- Equitazione (4) (dettagli)
- Scherma (8) (dettagli)
- Hockey su prato (2) (dettagli)
- Calcio (2) (dettagli)
- Golf (4) (dettagli)
- Ginnastica (15) (dettagli)
  -  Ginnastica artistica (dettagli)
  -  Ginnastica ritmica (dettagli)
- Pallamano (2) (dettagli)
- Judo (16) (dettagli)
- Kabaddi (1) (dettagli)
- Karate (11) (dettagli)
- Pentathlon moderno (2) (dettagli)
- Canottaggio (12) (dettagli)
- Vela (7) (dettagli)
- Sepak takraw (1) (dettagli)
- Tiro (34) (dettagli)
- Softball (1) (dettagli)
- Soft tennis (4) (dettagli)
- Tennistavolo (7) (dettagli)
- Taekwondo (8) (dettagli)
- Tennis (7) (dettagli)
- Pallavolo (2) (dettagli)
- Sollevamento pesi (19) (dettagli)
- Lotta (20) (dettagli)
- Wushu (6) (dettagli)

## Medagliere
| #      | Nazione             | Oro | Argento | Bronzo | Totale |
| ------ | ------------------- | --- | ------- | ------ | ------ |
| 1      | Cina                | 125 | 93      | 58     | 266    |
| 2      | Giappone            | 64  | 75      | 53     | 164    |
| 3      | Corea del Sud       | 63  | 56      | 64     | 183    |
| 4      | Kazakistan          | 25  | 26      | 26     | 77     |
| 5      | Uzbekistan          | 10  | 11      | 19     | 40     |
| 6      | Iran                | 9   | 9       | 8      | 26     |
| 7      | Taipei cinese       | 7   | 12      | 26     | 43     |
| 8      | India               | 4   | 3       | 15     | 22     |
| 9      | Malaysia            | 4   | 2       | 13     | 19     |
| 10     | Qatar               | 4   | 1       | 15     | 20     |
| 11     | Indonesia           | 3   | 12      | 11     | 26     |
| 12     | Thailandia          | 3   | 9       | 13     | 25     |
| 13     | Siria               | 3   | 3       | 1      | 7      |
| 14     | Filippine           | 3   | 2       | 8      | 13     |
| 15     | Kuwait              | 3   | 1       | 5      | 9      |
| 16     | Arabia Saudita      | 1   | 3       | 5      | 9      |
| 17     | Turkmenistan        | 1   | 3       | 3      | 7      |
| 18     | Mongolia            | 1   | 2       | 6      | 9      |
| 19     | Vietnam             | 1   | 2       | 0      | 3      |
| 20     | Singapore           | 1   | 1       | 5      | 7      |
| 21     | Hong Kong           | 0   | 5       | 7      | 12     |
| 22     | Pakistan            | 0   | 4       | 6      | 10     |
| 23     | Kirghizistan        | 0   | 4       | 5      | 9      |
| 24     | Giordania           | 0   | 2       | 2      | 4      |
| 25     | Emirati Arabi Uniti | 0   | 1       | 3      | 4      |
| 26     | Macao               | 0   | 1       | 1      | 2      |
| 26     | Sri Lanka           | 0   | 1       | 1      | 2      |
| 28     | Bangladesh          | 0   | 1       | 0      | 1      |
| 29     | Brunei              | 0   | 0       | 2      | 2      |
| 29     | Birmania            | 0   | 0       | 2      | 2      |
| 29     | Nepal               | 0   | 0       | 2      | 2      |
| 29     | Tagikistan          | 0   | 0       | 2      | 2      |
| Totale | Totale              | 335 | 335     | 411    | 1081   |